# Clotted cream

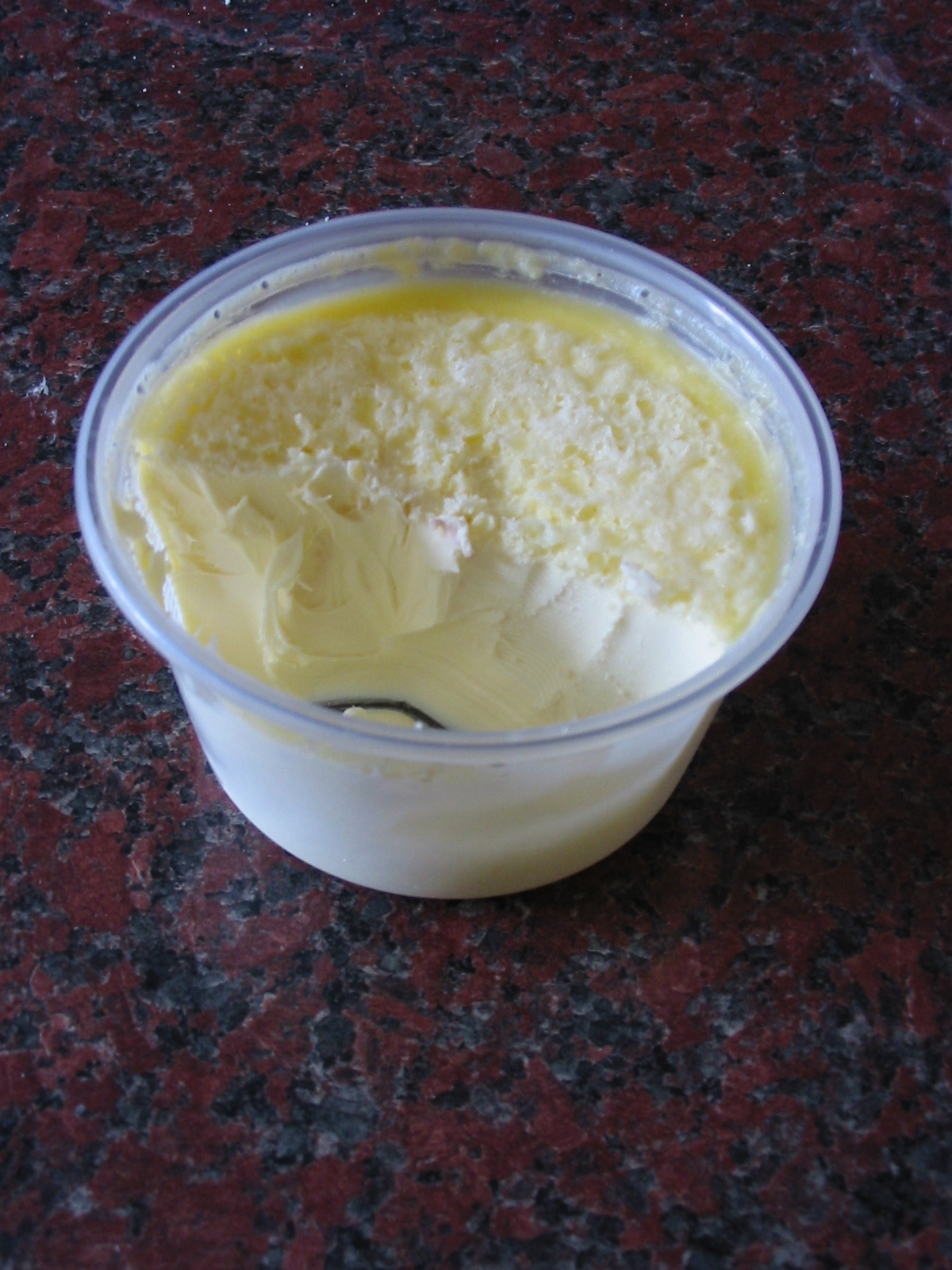
Clotted cream

Clotted cream är en sorts tjock grädde som framställs genom att ohomogeniserad mjölk upphettas, och sedan får vila i flata kärl några timmar, medan grädden stiger till ytan. En acceptabel ersättning kan fås om man värmer upp två delar mjölk (tre procent) med en del vispgrädde på lägsta värme under några timmar tills det bildas skinn på ytan, låter det vila över natten och sedan tar vara på skinnet och därmed sammanhängande gräddmassa. Den återstående mjölken kan drickas upp eller användas i matlagning.
Cornish Clotted cream är sedan 1998 en skyddad ursprungsbeteckning inom EU och får bara användas om den använda opastöriserade helmjölken är från Cornwall och resultatet har en fetthalt på minst 55 procent. 
Clotted cream brukar serveras som ett tillbehör till cream tea, även känt som Devonshire Tea, på varma scones med jordgubbsylt eller hallonsylt.